# Journal of Conflictology
 (avril 2013).
Le Journal of Conflictology est une revue interdisciplinaire évaluée par des pairs et interrogeable en ligne qui porte sur la résolution de conflits. Fondée sur la conviction que la non-violence est une manière efficace de lutter contre les conflits, elle encourage la non-violence en tant que méthode pour résoudre des conflits et comme stratégie de gestion des conflits.
Publiée à l'Universitat Oberta de Catalunya (UOC), à Barcelone, par un comité de rédaction international, la revue Conflictology présente une approche globale des conflits et du  rétablissement de la paix. Dans ce sens, elle chercher à publier des articles pouvant s'adresser à la fois à des non-spécialistes, des experts académiques et des praticiens.

## Énoncé de mission
La revue analyse la mise en application des théories de résolution de conflits et fournit des informations sur l'utilisation de la non-violence au moyen d'une approche réaliste et scientifique. Elle encourage une vaste conception de la paix tout en se centrant sur les moyens et les manières de résoudre les conflits. En tant que revue interdisciplinaire, Conflictology souhaite recevoir des articles provenant de toutes sortes de traditions s'intéressant à la théorie et la pratique de la non-violence, de la résolution de conflit et du rétablissement de la paix. Les articles présentés peuvent porter sur les théories de la non-violence, les théories relatives au développement et à la transformation de conflits, les théories de mise en pratique, les descriptions de l'expérience de la pratique, ainsi que l'évaluation de la pratique. Les articles peuvent contenir des informations sur les politiques, des comptes rendus, des commentaires et des interviews.

## Comité éditorial
- Rédacteur en chef : Eduard Vinyamata (Universitat Oberta de Catalunya, Espagne)
- Gérant : Claudia Solanes Roca-Sastre (Universitat Oberta de Catalunya, Suisse)

Conseil de Rédaction
- Sara Cobb (George Mason University, États-Unis),
- Roberto Luna (Universitat Oberta de Catalunya, Espagne),
- Ian Macduff (Singapore Management University, Singapour),
- John Winslade (California State University San Bernardino & University of Waikato, États-Unis),
- Tom Woodhouse (University of Bradford, Royaume-Uni)

Conseil scientifique consultatif
- Amr Abdalla (University for Peace, Costa Rica),
- Tica Font i Gregori (International Catalan Institute for Peace, España),
- Barry Hart (Eastern Mennonite University, États-Unis),
- Ramin Jahanbegloo (University of Toronto, Canada),
- Mario López Martínez (Universidad de Granada, Espagne),
- Jean-Pierre Méan (CAUX Initiatives et Changement, France),
- Craig Zelizer (Georgetown University, États-Unis)

Secrétariat de rédaction
- Claudia Solanes Roca-Sastre (Universitat Oberta de Catalunya, Suisse)

## Procédure d'évaluation
Le Journal of Conflictology dispose d'une banque de données où on insére : nom, filiation, direction électronique, spécialité, langue maternelle, langues à utiliser pour l'évaluation et le nom du personne qui l'a proposé à l'équipe éditoriale.
Tous les articles font l'objet d'une révision par au moins un critique. Un formulaire de révision complété vous sera renvoyé dans les sept semaines suivant l'envoi de votre article.
Les manuscrits doivent être envoyés anonymement pour faire l'objet d'une évaluation éditoriale.
Le Journal of Conflictology fourni les réviseurs avec d'instructions et des formulaires de révision à la fin de déterminer la adéquation d'un article.
Le système d'arbitrage fait appel à évaluateurs externes d'organisme ou institution éditeur du magazine.

## Politique accès libre
Cette revue procure un libre accès immédiat à son contenu se basant sur le principe qu'en mettant la recherche publiquement disponible facilite un plus grand échange du savoir, à l'échelle de la planète.

## Indexation
Journal of Conflictology est acceptée et indexée dans les répertoires, catalogues, bibliothèques et bases de données: >>